# Linda Schele
Linda Schele (30 de octubre de 1942 - 18 de abril de 1998) fue una epigrafista e iconografista de la cultura maya. Desempeñó un papel importante en el proceso de desciframiento de la escritura maya. Dibujó gran número de estelas y de inscripciones de los mayas precolombinos, dibujos que conforme a sus deseos, han sido legados a los expertos y estudiosos del tema para su estudio continuado. En 1978 fundó un evento anual conocido como las Reuniones Mayas en la Universidad de Texas en Austin.

## Datos biográficos
Nació en Nashville, Tennessee. Se graduó en la Universidad de Cincinnati en Educación y Artes en 1964, obteniendo un posgrado en Arte en 1968. Se casó con David Schele en 1968, y ese mismo año empezó a impartir clases de arte en la Universidad del Sur de Alabama, en donde permaneció hasta 1980, habiendo logrado el nivel de profesor. 

### Desempeño profesional
Hizo un viaje a México con la representación de la Universidad para la que trabajaba, acompañada de su marido David Schele, a fin de fotografiar la zona arqueológica de Palenque y los yacimientos en la Península de Yucatán. Después de esa experiencia de 12 días, quedó impresionada por el arte y la civilización mayas. Decidió entonces dedicarse a investigar dicha cultura. 
Con el apoyo de Merle Greene Robertson, Schele trabajó con el arqueólogo Peter Mathews para descifrar una sección importante de la lista de Señores (reyes) de Palenque, habiendo presentado el resultado de su esfuerzo en 1973 durante la Mesa Redonda de Palenque, que fue organizada por Robertson. Su trabajo estimuló a otros descubrimientos que se hicieron más tarde por ella misma y por otros especialistas. 
Schele logró entonces, en 1975, una asociación universitaria para continuar con los estudios sobre escritura precolombina en Dumbarton Oaks en Washington, D.C enfocándose durante dos años al aspecto del orden de las palabras en las inscripciones mayas.
Fundó el Taller de jeroglifos mayas en Texas en 1977, siendo aún estudiante. Veinte años más tarde el taller se había expandido a lo que se conoce ahora como Las Reuniones Mayas de la Universidad de Texas, que incluyen anualmente la presentación de trabajos de investigación sobre la civilización maya y un Foro sobre los jeroglifos y la escritura de los mayas, especializado en el tema que se ha convertido en referencia internacional de tales estudios. 
Linda Schele alcanzó el doctorado en estudios sobre Latinoamérica el año 1980 en la propia Universidad de Texas, en donde continuó como profesora en el departamento de Arte e Historia hasta su muerte.
Schele se incorporó a un proyecto sobre el Copán junto con otro mayista, David Stuart, Bárbara Fash, y Nikolai Grube para estudiar los textos de tan importante ciudad mesoamericana. Escribió para este proyecto las Notas sobre Notes, que constituye un informe integral en epigrafía e iconografía que ha sido difundido entre los estudiosos del sitio y del tema.
En 1986, Schele colaboró con Mary Miller en la preparación de una gran Exhibición de Arte Maya: "La sangre de los reyes: Una nueva interpretación del arte de los mayas". Este proyecto fue iniciado por la asociación InterCultura y el Museo de Arte Kimbell, en donde se inauguró ese mismo año.
Trabajó también en la cultura de los mayas contemporáneos organizando talleres (13 de ellos) junto con Nikolai Grube y Federico Fahsen, en la escritura con glifos tanto en Guatemala como en México.

### Fallecimiento
El 18 de abril de 1998, murió de cáncer en el páncreas, a la edad de 55 años. Antes de su deceso, había establecido en la Universidad de Texas en Austin el Legado que lleva su nombre, sobre arte y escritura precolombinos, que ofrece ayuda financiera para la Cátedra Linda y David Schele.

## Reconocimientos
- Su disertación doctoral "Los glifos mayas: los verbos" se publicó en 1982, habiendo merecido un premio especial otorgado por la Asociación de Editores Americanos.
- The Blood of Kings (La sangre de los reyes) obtuvo el premio Alfred H. Barr, Jr., por el mejor catálogo para una exhibición en 1986.
- Fue premiada por el Museo Popol Vuh y la Universidad Francisco Marroquin en nombre del gobierno de Guatemala en marzo de 1998, poco antes de morir.

## Obra
- Rostros ocultos de los mayas, introducción de Román Piña Chan, fotografía de Jorge Pérez de Lara, editorial Protexa, México, 1997, ISBN 968-7917-00-8
- The Bodega of Palenque (Schele and Peter Mathews 1979)
- Sacred Site and World View at Palenque (1981) in Dumbarton Oaks Conference on Mesoamerican Sites and World Views
- Maya Glyphs: The Verbs (1982)
- The Mirror, the Rabbit, and the Bundle : Accession (1983)
- The Founders of Lineages at Copán and Other Maya Sites (1986) Copán Note VIII
- The Blood of Kings (Schele and Mary Ellen Miller 1986)
- A Forest of Kings (Schele and David Freidel 1990)
- Maya Cosmos (Freidel, Schele, and Parker 1993)
- The Code of Kings (Schele and Peter Mathews 1998)